# Longgenacris
Longgenacris is een geslacht van rechtvleugeligen uit de familie veldsprinkhanen (Acrididae). De wetenschappelijke naam van dit geslacht is voor het eerst geldig gepubliceerd in 1983 door You & Li.

## Soorten
Het geslacht Longgenacris omvat de volgende soorten:
- Longgenacris maculacarina You & Li, 1983
- Longgenacris rufiantennus Zheng & Wei, 2003